# 춤추는 사람

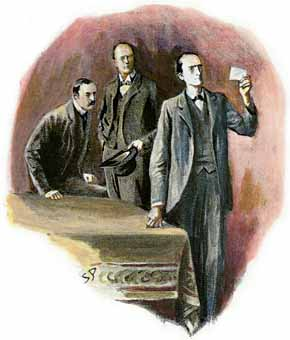
암호를 살펴보는 셜록 홈즈

춤추는 사람(영어: The Adventure of the Dancing men)은 단편집 《셜록 홈즈의 귀환》에 실린 단편 소설로 1903년 12월 <콜리어스 위클리>와 <스트랜드 매거진>에 발표된 에피소드다. 셜록 홈즈 시리즈 중 가장 유명한 에피소드 중 하나다.

## 등장 인물
- 힐튼 큐빗 : 이 사건의 의뢰인으로 노퍽주에 위치한 라이딩 소프 영주관의 주인이다. 1년 전, 미국에서 온 엘시 패트릭이란 여성에게 첫 눈에 반해 청혼했고 결혼해 살고 있다. 그런데 결혼 후 집 안 곳곳에서 의문스러운 그림이 발견되었고 그 의문스러운 그림이 발견될 때마다 자꾸 아내 엘시가 시름시름 앓는 모습을 보여 셜록 홈즈에게 사건을 의뢰하게 된다.

- 엘시 큐빗 : 힐튼 큐빗의 아내로 결혼 전 이름은 엘시 패트릭이다. 미국 출신으로 1년 전 영국으로 건너와 힐튼과 결혼했다. 매우 아름다운 외모의 소유자인데 어두운 과거가 있는 듯하며 결혼 전에도 남편에게 자신의 과거에 대해 묻지 말아줄 것을 신신당부했다. 집 안 곳곳에서 의문스러운 그림이 발견된 이후 시름시름 앓기 시작한다.

- 에이브 슬레이니 : 미국 시카고에서 악명 높은 갱단의 일원이다. 자칭 엘시의 약혼자인데 이 남자의 성격이 매우 거칠어서 엘시가 도망치듯 영국으로 떠났다. 그 후 에이브는 혈혈단신으로 영국에 건너와 엘시를 추적한다.

## 줄거리
어느 날 왓슨이 홈즈의 하숙집에 놀러 왔다. 홈즈는 왓슨에게 종이 한 장을 보여준다. 마치 상형문자 같기도 혹은 애들 장난 같기도 한 작은 사람들이 그려진 종이였다. 이 종이를 보낸 사람은 노퍽주 라이딩 소프 영주관의 주인 힐튼 큐빗(Hilton Cubitt)이 보낸 것이다. 그는 먼저 홈즈에게 그 그림을 보내고 다음 기차를 타고 런던으로 왔다. 이 그림은 그의 집 안에서 발견된 것인데 힐튼 본인은 애들 장난으로 생각했지만 아내가 이 그림을 보고 너무나 무서워할 뿐 아니라 점점 쇠약해지고 있어서 그 의문을 풀기 위해 홈즈에게 의뢰한 것이다. 힐튼 큐빗이 처음 보내온 그림은 아래와 같았다.

힐튼 큐빗은 1년 전에 아내 엘시 패트릭(Elsie Patrick)을 만났고 첫 눈에 반해 결혼했다고 한다. 그런데 결혼 전 엘시는 자신은 미국에 있을 때 질 나쁜 사람이랑 어울렸던 적이 있었다는 사실을 고백하며 자신의 과거에 대해 묻지 말아주길 간절히 부탁했다고 한다. 힐튼은 그런 엘시의 말이 조금 이상하게 느껴지긴 했지만 과거에 대해 묻지 않기로 하고 결혼했다. 그렇게 행복하게 살고 있었는데 1개월 전인 6월 말에 미국에서 편지 1통이 배달되었다. 엘시는 그 편지를 읽고 낯빛이 굳어지더니 금세 벽난로 안으로 던져 불태워버렸다. 그리고 1주일 전 집 유리창에 분필로 힐튼이 보내온 그림과 같은 이상한 그림이 그려져 있는 게 발견되었다. 힐튼은 아이들 장난으로 생각하고 하인을 시켜 닦아버리게 했다. 그리고 그 이야기를 엘시에게 말하자 엘시는 사색이 되며 앞으로 그런 그림이 보이면 지우지 말고 꼭 자신에게 보여 달라고 남편에게 부탁했다. 그리고 어젯밤에 정원의 해시계 위에 힐튼이 보내온 이 그림이 발견되었는데 엘시에게 이걸 보여주자 그대로 졸도해버리고 말았다.
이 그림을 본 홈즈는 겉보기엔 애들 장난 같아 보이지만 엘시가 심각한 반응을 보이는 것으로 볼 때 이것은 암호라고 생각했다. 하지만 아무런 정보가 없는 상태에서 해독을 할 수는 없었기에 힐튼에게 다음에 집 안에 또 이런 그림이 발견되면 반드시 본을 떠서 가지고 와줄 것을 당부했다. 그렇게 2주의 시간이 흘렀고 힐튼 큐빗이 다시 홈즈를 찾아왔다. 힐튼은 아내 엘시가 날로 쇠약해지고 있다는 사실을 알린 후 집 안에서 그 사이에 3건의 그림이 발견되었고 또 그 그림을 그린 자를 어렴풋이 자신이 보았다고 말했다. 우선 첫 번째 그림은 큐빗이 홈즈를 만나고 난 바로 그 다음 날에 발견되었는데 도구 창고의 검은 나무 문에 분필로 그려져 있었는데 그 그림은 바로 이것이었다.

그리고 그 이튿날에도 또 집안에서 의문스러운 그림이 발견되었다. 2번째로 발견된 그림은 바로 이것이었다.

이렇게 4번이나 이상한 그림이 발견되자 힐튼 큐빗은 더 이상 참지 못하고 권총을 지닌 채 그 그림을 그리는 장난을 치는 자를 직접 잡기로 결심했다. 그러자 아내 엘시가 힐튼을 극구 만류했다. 그렇게 힐튼과 엘시가 옥신각신하는 사이에 괴한이 침입했다 사라지는 모습이 보였다. 힐튼은 재빨리 그 괴한의 뒤를 쫓았지만 따라잡지 못했고 그만 놓쳐버렸다. 그리고 그 괴한이 있던 자리에 또 의문의 그림이 발견되었다. 그 그림은 이전보다는 조금 짧았는데 바로 이것이다.

이렇게 자꾸 의문스러운 그림이 집 안에서 발견되고 또 그 그림이 나타날 때마다 아내 엘시는 자꾸 시름시름 앓고 있고 그래서 힐튼은 아내에게 도대체 저 그림이 뭔 의미인지 도대체 결혼하기 전에 뭔 일이 있었는지를 말해달라고 했지만 아내 엘시는 고집을 부리며 절대 말해주지 않았다. 홈즈는 힐튼 큐빗에게 언제 노퍽으로 돌아갈 것이냐고 묻자 힐튼은 아내 엘시의 몸 상태가 많이 안 좋아서 오늘 바로 가봐야 한다고 대답했다. 그렇게 힐튼은 떠났고 홈즈는 힐튼이 가지고 온 그 4개의 의문스러운 그림을 붙잡고 밤새도록 연구를 했다. 그리고 어느 정도 의문이 풀렸는지 갑자기 어딘가로 전보를 보냈다. 그런데 그 전보의 회신이 오기 전에 노퍽에서 편지가 날아왔다. 그 편지는 바로 힐튼 큐빗이 보낸 것이었다. 편지 속 내용은 역시나 그 그림이었다. 그 그림은 그 날 아침 해시계 위에 있었다고 한다. 그 그림을 살펴본 홈즈의 낯빛이 굳어지더니 왓슨에게 지금 당장 노퍽으로 가야 한다며 노스 월셤 행 기차 시간을 알아봐달라고 했다. 하지만 이미 막차가 다 발차하고 난 뒤여서 내일 첫 차로 갈 수밖에 없었다. 마지막으로 온 그림은 바로 이것이었다.

그리고 홈즈에게 전보의 회신이 왔다. 회신을 받은 홈즈는 득의만면한 미소를 지었다. 다음 날 아침, 홈즈와 왓슨은 급히 첫 차로 노스 월셤에 닿았다. 노스 월셤에 도착한 홈즈와 왓슨은 그 곳 역장에게서 충격적인 소식을 듣는다. 엘시 큐빗이 남편 힐튼 큐빗을 살해했으며 본인도 자살을 기도했다는 것이다. 범행은 오늘 새벽 3시에 발생했는데 서재에서 2발의 총소리가 들렸고 또 화약 냄새가 나는 것을 느낀 하녀들이 급히 서재로 가보니 힐튼 큐빗은 이미 심장에 총을 맞아 즉사한 상태였고 옆에 엘시 큐빗이 머리에 총을 맞은 채 기절해 있었다고 한다. 그리고 권총은 힐튼 큐빗과 엘시의 정 가운데에 있었다. 홈즈와 왓슨이 라이딩 소프 영주관에 가보니 현지 경찰인 마틴 경감이 출동해 있었다. 마틴 경감은 홈즈에게 범행이 일어난 시각은 오늘 새벽 3시였고 접수를 받자마자 바로 출동했는데 런던에 있던 홈즈가 어떻게 자신들과 동시에 도착할 수 있었는지 궁금해 했다. 홈즈는 이미 사건이 일어날 것이란 예감을 강하게 받았다고 대답했고 하녀들에게 발견 당시 상황을 물었다. 현지 경찰들은 힐튼 큐빗을 살해한 범인을 아내 엘시 큐빗으로 단정하고 있었다. 특히 힐튼이 소지하고 있던 권총은 6연발 권총이었는데 남은 총알은 4발이었고 힐튼의 심장에서 1발 그리고 엘시의 머리에서 1발이 발견되었으니 숫자도 딱 맞았다. 그래서 부부 싸움을 하던 끝에 엘시 큐빗이 권총으로 남편을 사살했고 죄책감을 이기지 못한 나머지 자신도 자살을 기도했으나 미수에 그쳤다는 것이 경찰 측의 추리였다.

## 사건의 진상
하지만 홈즈는 이미 힐튼으로부터 받은 암호문과 또 하녀들의 증언에서 뭔가 이상한 점을 느꼈다. 경찰 측의 추리를 듣던 홈즈는 창틀에 명중한 제 3의 탄환을 보여주었다. 분명히 힐튼이 소지하고 있던 권총은 6연발이었고 총알은 4발이 남은 상태였다. 그리고 격발된 2발의 총알은 각각 힐튼의 심장과 엘시의 머리에 박혀 있으므로 경찰 측의 설명대로라면 이 총알은 도무지 설명이 안 되는 것이었다. 이것은 곧 힐튼 큐빗과 엘시 큐빗 이외에 제 3자가 현장에 있었음을 말해주는 증거인 셈이다. 그리고 하녀들의 증언에 따르면 화약 냄새가 온 집안에 퍼졌다고 했는데 이것은 사건 당시에 창문이 잠시 열려 있었다는 걸 뜻하는 것이다. 창문이 꼭꼭 닫힌 상태였다면 그렇게 단시간에 화약 냄새가 퍼질 수 없기 때문이다. 하지만 오랫동안 열려 있지는 않았는데 그 이유는 방 안 촛불이 꺼지지 않았기 때문이다. 오랫동안 열려 있었다면 바람 때문에 촛불이 꺼졌을 테니까. 그리고 홈즈는 하녀들에게서 첫 번째 총소리가 두 번째 총소리보다 더 크지 않았느냐는 질문을 했고 하녀들에게서 그랬던 것 같다는 답을 들었다. 즉, 두 번째 총소리는 1발만 격발된 소리였지만 첫 번째 총소리는 2발이 동시에 격발한 상태였기 때문에 더 컸던 것이다. 그리고 홈즈는 창밖에서 의문의 탄피 하나를 발견했다.
결국, 이 날 새벽 3시 라이딩 소프 영주관에는 제 3의 인물이 있었고 그 사람은 창 밖에서 안으로 힐튼은 안에서 밖으로 서로 동시에 총을 쏘았고 그 과정에서 힐튼 큐빗이 즉사했다. 그리고 2번째 총성은 엘시가 남편이 사망한 것에 충격을 받고 머리에 총을 대고 격발해 자살을 기도한 것이었던 셈이다. 홈즈는 범인이 현재 머물고 있는 곳을 알고 있다고 말한 뒤 혹시 이 근처에 엘리지라는 여관이 있느냐는 질문을 했다. 하지만 그런 여관은 없었다. 그런데 이 집안에서 일하는 꼬마가 조금 떨어진 곳에 엘리지란 이름의 농장이 있다고 대답했다. 홈즈는 그 아이에게 엘리지 농장으로 가서 에이브 슬레이니란 인물에게 이 편지를 전해줄 것을 부탁했다. 그리고 홈즈는 안으로 들어와 왓슨과 마틴 경감에게 힐튼에게서 받은 암호문에 대한 해답을 들려주었다. 처음 홈즈가 이 그림을 받았을 때엔 첫 번째 편지의 네 번째 그림이 알파벳 'E'를 뜻한다는 것 외에는 도무지 알 수가 없었다고 한다. 실제 영어에서 'E'라는 글자는 매우 많이 쓰이는 글자이고 이 암호문 속에서도 가장 많이 쓰인 글자였기 때문이다. 그런데 그 똑같은 그림인데도 불구하고 어떤 그림은 깃발이 있었고 또 어떤 그림은 깃발이 없었다. 홈즈는 깃발이 곧 띄어쓰기를 의미한다는 걸 알아차렸다. 즉, 깃발이 한 단어가 끝나는 걸 구분해주는 표시인 것이다.
하지만 이것만 가지고는 해독할 방법이 없었기에 자료가 좀 더 필요했다. 그러던 중에 힐튼 큐빗이 3개의 암호문을 더 가지고 왔다. 그런데 이 중 단 5개의 그림만으로 이루어진 것이 있었다. 이 그림엔 2개나 E를 뜻하는 그림이 있었고 각각 2번째, 4번째 자리에 있었다. 철자가 5자이면서 2번째와 4번째에 E가 들어가는 단어는 'Sever', 'Lever', 'Never'가 있다. 그런데 sever는 '~을 끊다.'는 뜻이고 'lever'는 지렛대란 뜻이다. 편지에 대한 답신이라면 셋 중 가장 자연스러운 뜻은 거절을 뜻하는 'Never(절대 안 돼)'이다. 즉, 이 그림은 범인이 그린 것이 아니라 범인의 메시지를 보고 엘시 큐빗이 답신으로 남긴 그림이었던 셈이다. 그리하여 홈즈는 N, V, R을 각각 알게 되었다. 그리고 이 편지가 엘시에게 보내는 것이라면 엘시의 이름이 나올 법하다. 그런데 3번째 그림을 보면 첫 번째 단어는 'E' 그림이 깃발을 들고 있으니 E로 끝나는 단어이고 두 번째 단어는 5글자인데 첫 번째와 마지막에 E가 있었다. 이로 볼 때 두 번째 단어는 부인의 이름인 엘시이고 가운데의 3글자는 각각 'L',' 'S', 'I'인 셈이다. 그리고 첫 번째 단어는 E로 끝나는데 E로 끝나는 단어로 적합한 단어는 'Come'이다. 즉, 2번째 그림의 의미는 'Come Elsie(엘시야, 와 줘.)"이고 맨 앞의 3개 그림은 각각 'C', 'O', 'M'을 뜻하게 되는 것이다.
이제 많은 글자를 알게 되었으므로 홈즈는 다시 첫 번째 그림으로 돌아가 도전해 보기로 했다. 모르는 글자를 ○로 표시하고 보면 첫 번째 그림은 '○M ○ERE ○○E SL○NE○'가 된다. 첫 번째 빈 칸은 문장으로 볼 때 be동사가 들어가야 할 자리이므로 A를 집어 넣어보면 지극히 자연스러워진다. A를 집어넣고 보면 'AM ○ERE A○E SLANE○'가 된다. 두 번째 단어는 H를 넣으면 자연스럽게 풀린다. 그럼 다시 문장은 'AM HERE A○E SLANE○'가 된다. 그럼 마지막 두 단어는 결국 사람 이름을 뜻하는 것이 되는데 A와 E가 들어가는 세 글자 이름은 에이브러햄의 미국식 애칭인 에이브가 있다. 그리고 마지막 빈칸은 슬레이니란 성씨 철자와 똑같다. 그리하여 홈즈는 A, H, B, Y를 알게 되었고 첫 번째로 힐튼이 가져온 그림의 의미는 "Am here Abe Slaney.(나 여기 있어. 에이브 슬레이니.)"란 뜻이 되는 셈이다. 즉, 엘시를 협박한 장본인의 이름인 셈이다.
뒤이어 홈즈는 2번째 그림의 의미를 푸는데 도전했는데 모르는 글자를 빈칸 처리하고 보면 'A○ ELRI○ES'가 되는데 이 편지가 온 뒤에 엘시를 호출하는 편지를 보낸 것으로 보아 장소를 뜻할 가능성이 높다. 그러므로 첫 번째 빈 칸의 글자는 T이고 두 번째 빈 칸은 G를 넣으면 자연스럽게 'At Elriges' 즉, "엘리지에 있다."는 문장이 된다. 즉, 위 4개의 그림은 3개는 에이브 슬레이니의 호소 그리고 나머지 하나는 그에 대한 엘시 큐빗의 대답으로 이루어져 있다.
에이브 슬레이니는 엘시에게 각각 "Am Here Abe Slaney", "At Elriges", "Come Elsie"란 메시지를 보내 자신이 영국에 왔고 현재 엘리지란 곳에 머물고 있으니 엘시가 그곳에 와서 자길 만나주길 바라는 메시지를 보냈고 엘시는 "Never" 즉, 절대 안 된다는 거절의 메시지로 화답한 것이다. 이 같이 문장을 해독한 홈즈는 에이브 슬레이니는 미국인일 것이라고 추측했다. 그 이유는 에이브가 에이브러햄을 지칭하는 미국식 애칭이기 때문이다. 사건의 발단이 엘시 큐빗의 고국이었던 미국에서 온 편지에서 비롯된 점과 에이브 슬레이니가 집요하게 엘시 주변을 맴도는 것으로 볼 때 분명 범죄와 깊은 연관이 있을 것이라 확신했다.
그래서 뉴욕 경찰서에 있는 지인 윌슨 하그리브에게 에이브 슬레이니에 관한 정보를 전보로 물었는데 그는 시카고에서 가장 위험한 악당이라는 회답이 왔다. 그리고 그 날 저녁에 힐튼 큐빗에게서 마지막 그림을 받았다. 모르는 글자를 빈 칸으로 처리하고 읽어보면 'ELSIE ○RE○ARE TO MEET THY GO○'가 되는데 가장 적합한 글자 P와 D를 넣은 결과 전체 문장은 "Elsie prepare to meet thy God.(엘시, 신을 만날 준비를 해라)"가 된다. 즉, 엘시로부터 거절을 뜻하는 답신을 받은 에이브 슬레이니는 앙심을 품고 협박 편지를 보낸 것이다. 이 편지를 본 홈즈는 급히 노퍽으로 왔지만 결국 최악의 상황을 맞이했다.

## 범행 동기
마틴 경감은 지금 당장 에이브 슬레이니를 체포해야 한다며 길을 나서려 했지만 홈즈는 자신이 조작된 편지를 보내 이리로 유인했으니 곧 머지 않아 올 것이라고 장담했다. 과연 정말로 에이브 슬레이니가 제 발로 이곳으로 왔고 마틴 경감과 홈즈는 슬레이니를 체포하는데 성공했다. 슬레이니는 자신을 유인한 편지를 쓴 사람이 홈즈라는 걸 알자 크게 놀랐고 홈즈는 "암호는 만든 사람이 있으면 푸는 사람도 있는 법이지"라고 일축했다.
그가 밝힌 범행 동기는 엘시에 대한 집착 때문이었다. 슬레이니는 어릴 적부터 엘시와 알고 지낸 사이였고 그녀와 미국에서 약혼까지 한 사이였다. 슬레이니와 6명의 친구들은 시카고 갱단의 멤버였는데 그 갱단의 두목은 바로 엘시의 부친이었다. 이 암호 그림의 창시자도 바로 그 사람이었다. 그러나 엘시는 갱단 생활에 도무지 적응을 못했고 결국 혼자 돈을 모아 영국으로 떠나버렸다. 슬레이니는 엘시가 자신과 약혼한 사이였기에 당연히 본인과 결혼할 것이라 굳게 믿었다가 속된 말로 뒤통수를 맞은 격이다.
그런데다 슬레이니가 엘시가 사는 곳을 알게 되었을 땐 이미 엘시는 힐튼 큐빗과 결혼한 뒤였다. 에이브 슬레이니는 엘시에게 편지를 보냈지만 답장을 받지 못했고 아무리 편지를 보내도 소용이 없자 그녀가 볼 수 있는 곳에 편지를 남길 요량으로 한 달 전에 영국으로 건너왔다. 영국에 머무는 동안엔 엘리지 농장에 있었다. 그런데 엘시가 자신의 부탁을 거절하는 모습을 보이자 화가 나서 엘시를 협박하기 시작했다. 엘시는 다시 편지를 보내 슬레이니에게 떠나 달라고 부탁하며 이 일이 남편에게 알려지면 견딜 수 없이 괴로울 것이라고 한 뒤 남편이 새벽 3시에 잠자리에 드니까 그 때 1층 창문 앞에서 만나자고 했다.
그래서 약속대로 새벽 3시에 만났는데 엘시는 돈을 가지고 나왔다. 돈을 주면 떠날 것이라 믿었던 것이다. 그러자 격분한 슬레이니는 엘시의 팔을 붙잡고 창밖으로 끌어내려 했는데 그 때 엘시의 남편 힐튼 큐빗이 권총을 들고 방 안으로 뛰어 들어왔다. 엘시가 바닥에 쓰러지자 슬레이니와 힐튼 큐빗은 서로 마주 보게 되었고 슬레이니는 권총을 움켜잡았다. 슬레이니는 권총으로 겁만 주고 도망치려 했는데 그 때 힐튼 큐빗이 갑자기 격발을 했다. 총알은 빗나갔고 슬레이니 역시 격발했고 큐빗이 총에 맞아 쓰러졌다. 슬레이니는 그대로 달아났고 엘리지 농장에 숨었으나 결국 홈즈의 편지에 속아 제 발로 현장에 오고 말았다.

## 후일담
홈즈가 슬레이니에게 보낸 편지도 역시 암호로 되어 있는데 이 암호의 의미는 "Come here at once.(지금 여기로 와 줘)"라는 뜻이었다. 호송되기 전 에이브 슬레이니는 한 때 자신의 약혼녀였던 엘시를 마지막으로 한 번 더 보고 싶어했지만 엘시의 의식이 회복되지 않아 만날 수 없다는 말을 듣고 결국 호송 마차에 끌려갔다. 그리고 노리치의 재판에서 사형이 선고되었으나 항소심에서 힐튼 큐빗이 먼저 격발한 사실이 인정되어 무기징역으로 감형돼 복역 중이다.
그리고 남편의 사망에 충격을 받아 자살을 기도했던 엘시 큐빗은 다행히도 건강을 회복했다. 다시 미국으로 돌아가지도 않고 또 재혼도 하지 않은 채 죽은 남편의 영지에 남아서 가난한 사람들을 돌보고 영지를 관리하며 살고 있다고 한다.